# 60ª Mostra internazionale d'arte cinematografica di Venezia
La 60ª edizione della Mostra internazionale d'arte cinematografica di Venezia si è svolta a Venezia dal 27 agosto al 6 settembre 2003. Direttore della Mostra è ancora Moritz De Hadeln, mentre “madrina” della manifestazione fu Alessandra Martines.

## Le giurie

### Giuria della sezione ufficiale
- Mario Monicelli (presidente, Italia)
- Stefano Accorsi (Italia)
- Michael Ballhaus (Germania)
- Ann Hui (Cina)
- Pierre Jolivet (Francia)
- Monty Montgomery (Stati Uniti d'America)
- Assumpta Serna (Spagna)

### Giuria della sezione "Controcorrente"
- Laure Adler (presidente, Francia)
- Vito Amoruso (Italia)
- Samir Farid (Egitto)
- Rene Liu (Taiwan)
- Ulrich Tukur (Germania)

### Giuria della sezione "Giovani"
- Caterina Guidotti (Regione Liguria)

### Giuria del "Premio Venezia Opera Prima Luigi De Laurentiis"
- Lia van Leer (presidente, Israele)
- Jannike Ahlund (Svezia)
- Pierre-Henri Deleau (Francia)
- Stefan Kitanov (Bulgaria)
- Peter Scarlet (Stati Uniti d'America)

## Sezioni principali

### Film in Concorso
- 21 grammi (21 Grams), regia di Alejandro González Iñárritu (Stati Uniti d'America)
- Alila, regia di Amos Gitai (Israele/Francia)
- Goodbye, Dragon Inn (Bu san), regia di Tsai Ming-liang (Taiwan)
- Buongiorno, notte, regia di Marco Bellocchio (Italia)
- Codice 46 (Code 46), regia di Michael Winterbottom (Regno Unito)
- I sentimenti (Les sentiments), regia di Noémie Lvovsky (Francia)
- Il miracolo, regia di Edoardo Winspeare (Italia)
- Il ritorno (Vozvrašcenje), regia di Andrej Zvjagincev (Russia)
- Immagini - Imagining Argentina (Imagining Argentina), regia di Christopher Hampton (Spagna/Regno Unito/Stati Uniti d'America)
- La moglie dell'avvocato (Baramnan gajok), regia di Im Sang-soo (Corea del Sud)
- L'aquilone (Le cerf-volant), regia di Randa Chahal Sabbag (Libano/Francia)
- Lian zhi feng jing, regia di Miu-Suet Lai (Hong Kong/Francia)
- Pornografia, regia di Jan Jakob Kolski (Polonia/Francia)
- Raja, regia di Jacques Doillon (Francia/Marocco)
- Rosenstrasse, regia di Margarethe von Trotta (Germania/Paesi Bassi)
- Segreti di Stato, regia di Paolo Benvenuti (Italia)
- Sjaj u očima, regia di Srđan Karanović (Serbia/Regno Unito/Macedonia)
- Twentynine Palms, regia di Bruno Dumont (Francia/Germania/Stati Uniti d'America)
- Un film parlato (Un filme falado), regia di Manoel de Oliveira (Portogallo/Francia/Italia)
- Zatōichi, regia di Takeshi Kitano (Giappone)

### Film fuori concorso
- Anything Else, regia di Woody Allen (film d'apertura)
- La macchia umana(The Human Stain), regia di Robert Benton
- The Dreamers - I sognatori (The Dreamers), regia di Bernardo Bertolucci
- Prima ti sposo poi ti rovino (Intolerable Cruelty), regia di Joel Coen e Ethan Coen
- Monsieur Ibrahim e i fiori del Corano (Monsieur Ibrahim et les fleurs du Coran), regia di François Dupeyron
- Le Divorce - Americane a Parigi (Le Divorce), regia di James Ivory
- Coffee and Cigarettes, regia di Jim Jarmusch
- La leggenda degli uomini straordinari (The League of Extraordinary Gentlemen), regia di Stephen Norrington
- C'era una volta in Messico (Once Upon a Time in Mexico), regia di Robert Rodriguez
- Il genio della truffa (Matchstick Men), regia di Ridley Scott

### Controcorrente
- Le soleil assassiné di Abdelkrim Bahloul
- Il ritorno di Cagliostro di Daniele Ciprì e Franco Maresco
- Lost in Translation - L'amore tradotto di Sofia Coppola
- In the Forest...Again di Goutam Ghose
- Abjad di Abolfazl Jalili
- Antenna di KUMAKIRI Kazuyoshi
- Le cinque variazioni di Jørgen Leth e Lars von Trier
- Travellers and Magicians di Khyentse Norbu
- Pitons di Laila Pakalnina
- Silence Between Two Thoughts di Babak Payami
- Last Life in the Universe di Pen-ek Ratanaruang
- La quimera de los heroes di Daniel Rosenfeld
- Une place parmi les vivants di Raoul Ruiz
- Vodka Lemon di Hiner Saleem
- Casa de los Babys di John Sayles
- Schultze Gets the Blues di Michael Schorr
- Liberi di Gianluca Maria Tavarelli
- Çamur di Derviş Zaim

### Eventi speciali
- L'acqua... il fuoco di Luciano Emmer [2]
- The Tulse Luper Suitecases. Episode 3: Antwerp di Peter Greenaway

## I premi

### Premi principali
- Leone d'oro al miglior film: Il ritorno (Vozvraščenie) di Andrej Zvjagincev
- Leone d'argento - Gran premio della giuria: L'aquilone (Le cerf-volant) per Randa Chahal Sabbag
- Leone d'Argento - Premio speciale per la regia: Takeshi Kitano per Zatoichi
- Coppa Volpi al miglior attore: Sean Penn per 21 grammi (21 grams)
- Coppa Volpi alla miglior attrice: Katja Riemann per Rosenstrasse
- Premio Marcello Mastroianni: Najat Benssallem per Raja
- Leone d'oro alla carriera: Dino De Laurentiis e Omar Sharif

### Controcorrente
- Premio San Marco: Vodka Lemon di Hiner Saleem
- Premio speciale della regia: Schultze Gets De Blues di Michael Shorr
- Premio Controcorrente per il miglior attore: Asano Tadanobu per Last life in the Universe
- Premio Controcorrente per la migliore attrice: Scarlett Johansson per Lost in Translation - L'amore tradotto
- Menzione speciale: La quinera de los heroes di Daniel Rosenfeld

### Premio Venezia Opera prima "Luigi De Laurentiis"
- Il ritorno (Vozvrašcenje) di Andrej Petrovič Zvjagincev

### Premi collaterali
- Premio FIPRESCI:
  - Miglior film Venezia 60 a Goodbye Dragon Inn di Tsai Ming-liang
  - Miglior film nelle sezioni parallele a A Nation Without Women di Manish Jha

## Bilancio dell'edizione
Il film in concorso meno apprezzato dai giornalisti fu Immagini - Imagining Argentina.
Nonostante Buongiorno, notte fosse dato come favorito per la vittoria, il film ricevette solo un riconoscimento per “un contributo individuale di particolare rilievo”, suscitando per questo alcune polemiche: il regista Marco Bellocchio, deluso, abbandonò la manifestazione, delegando l'attore Luigi Lo Cascio a ritirare il premio. In seguito alle dichiarazioni del presidente di giuria Monicelli, il quale rivelò le motivazioni che avevano spinto i giurati a non assegnare il massimo riconoscimento al film («è stato impossibile convincere gli stranieri... questo film non era all'altezza del suo precedente, L'ora di religione»), in segno di protesta Rai Cinema, in veste di produttore, minacciò che non avrebbe più partecipato alla Mostra.
Alla premiazione finale il regista Andrej Zvjagincev dedicò la vittoria ad uno dei due giovani protagonisti, Vladimir Garin, morto sedicenne all'indomani delle riprese.